# Sherman Clark
Sherman Rockwell "Sherm" Clark, född 16 november 1899 i Baltimore, död 8 november 1980 i Annapolis, var en amerikansk roddare.
Clark blev olympisk guldmedaljör i åtta med styrman vid sommarspelen 1920 i Antwerpen.